# Ở nơi quỷ sứ giặc non
Ở nơi quỷ sứ giặc non (tiếng Anh: Where the Wild Things Are) là sách có minh họa cho trẻ em học đọc viết năm 1963 bởi nhà văn, họa sĩ Mỹ Maurice Sendak, xuất bản lần đầu bởi  Harper & Row. Cuốn sách đã được chuyển thể thành các loại hình văn hóa khác, bao gồm thành phim hoạt hình ngắn vào năm 1974 (với một bản chuyển thể năm 1988); một vở nhạc kịch opera năm 1980; và một phim chuyển thể năm 2009, được đạo diễn bởi Spike Jonze. Sách được bán 20 triệu bản trên toàn thế giới, trong đó có 10 triệu bản ở Hoa Kỳ..
Sendak đã giành được Huân chương Caldecott hàng năm từ các thủ thư dành cho trẻ em vào năm 1964, công nhận Wild Things là "cuốn sách tranh Mỹ nổi bật nhất dành cho trẻ em" năm trước. Đây không phải là lần đầu tiên nó được bình chọn là cuốn sách tranh số một trong một cuộc khảo sát năm 2012 với độc giả của Tạp chí Thư viện Trường học.
1. ↑  USA Today Lưu trữ ngày 14 tháng 4 năm 2016 tại Wayback Machine on Where the Wild Things are: "More than 20 million copies have been sold in 32 languages." (November 21, 2013)
2. ↑  "Caldecott Medal & Honor Books, 1938-Present".
3. ↑  "SLJ's Top 100 Picture Books" (PDF). web.archive.org. Bản gốc (PDF) lưu trữ ngày 23 tháng 11 năm 2016. Truy cập ngày 18 tháng 1 năm 2024.